# Sztuka Tolteków

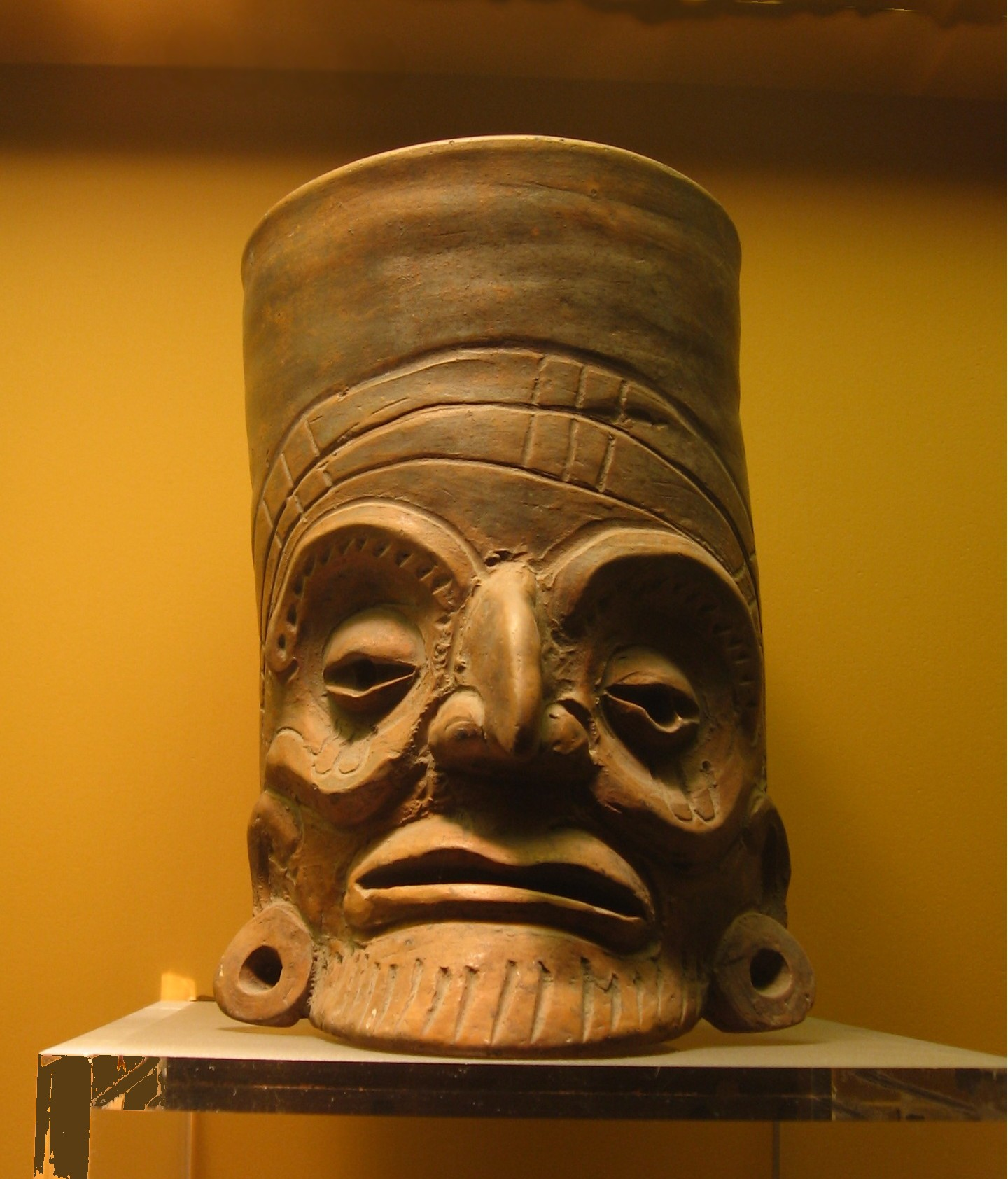
Gliniane naczynie w stylu tolteckim

Sztuka toltecka – po upadku Teotihuacanu na terenach Meksyku powstał nowy ośrodek kultu religijnego Tula (Tollan). Była to stolica Tolteków. Miasto powstało w IX wieku, jego upadek datowany jest na drugą połowę XII wieku. Zdaniem wielu badaczy zajmujących się historią  Mezoameryki (wśród nich pogląd ten głosi kronikarz Bernardino de Sahagún), Toltekowie to potomkowie mieszkańców Teotihuacanu, którzy opuścili zniszczone miasto. Są też teorie mówiące, że byli oni potomkami koczowniczych plemion, które w VII wieku napadły miasto, a następnie osiedliły się w jego granicach i nauczyły rzemiosła. 
Toltek w dawnych tekstach to synonim artysty, człowieka, który potrafi wytwarzać z gliny i kamienia dzieła sztuki. Badania archeologiczne potwierdzają związki kulturowe Teotihuacanu z Tulą. Wśród zachowanych zabytków znajdują się ruiny świątyni Tlahuizcalpantecuhtli (Gwiazdy Zarannej – magiczne określenie imienia Quetzalcoatla). Jest to pięciostopniowa piramida schodkowa poprzedzona placem ceremonialnym z kolumnadą u stóp piramidy. Kolumny pokryte reliefem to  najprawdopodobniej ruiny sali kolumnowej, spełniającej funkcję przedsionka. Sala miała szerokość 15,0 m i długość 55,0 m. Z niej na najwyższy taras prowadzą szerokie schody. Na szczycie piramidy stała świątynia poprzedzona portykiem, z którego zachowały się dwie kolumny w kształcie węży. (Toltekowie uważani są za twórców kolumn w kształcie węży, których  głowy ułożone są na ziemi, a ogony skierowane pionowo w górę). Potężne (pięciometrowej wysokości) pomniki atlantów podtrzymywały dach świątyni. Posągi atlantów (tolteckich wojowników) wykonane są z czterech bloków kamiennych ściśle połączonych ze sobą. Na ich piersiach widnieją wyobrażenia słonecznego motyla, symbolu boga – Słońca. Wnętrze świątyni to kwadratowa sala o boku 28,0 m.
Wśród ruin zachowanych w Tule znajdują się jeszcze dwie inne piramidy (jedna z nich była poświęcona najprawdopodobniej Quetzalcoatlakowi) oraz dwa boiska do gry w pelotę. Sztuka Tolteków cechowała się dużą dekoracyjnością. Boki tarasów świątynnych piramid zdobione były licznymi reliefami. Fryz zwany murem węży przedstawia węże pożerające czaszki i ręce ludzkie. Inny fryz wyobraża postacie Quetzalcoatla, jaguary, kojoty i orły pożerające ludzkie serca (z Tulą wiąże się początki składania ofiar z ludzi). W okresie tolteckim pojawiły się także rzeźby leżących postaci, podtrzymujących naczynia ofiarne na łonie (tzw. Chacmool).
Do osiągnięć sztuki tolteckiej zaliczyć należy opanowanie obróbki metali (złota, miedzi i srebra) oraz udoskonalenie techniki wykonywania mozaik i inkrustacji turkusami, muszlami perłowymi. W okresie świetności kultury tolteckiej jej wpływy obejmowały znaczną część Wyżyny Meksykańskiej. Po jej upadku (Tula została zniszczona przez Chichimeków w 1168 r.) spadkobiercami tej kultury byli Aztekowie i Majowie.